# Murali Karthikeyan
Murali Karthikeyan (Thanjavur, 1º maggio 1999) è uno scacchista indiano.
Ha ottenuto il titolo di Grande Maestro in aprile del 2015, all'età di 16 anni.

## Principali risultati
Nel 2011 ha vinto il campionato del mondo giovanile U12 e nel 2013 il campionato del mondo giovanile U16.
Due volte vincitore del Campionato indiano di scacchi (2015 e 2016).
In marzo 2018 è stato pari secondo con 7/9 nella Coppa HDBank del Vietnam.
In gennaio 2019 è stato secondo dietro a Vladislav Artemiev nel Festival internazionale di Gibilterra, con oltre 250 partecipanti; in giugno dello stesso anno è stato secondo dietro a Le Quang Liem nel Campionato asiatico individuale di Xingtai.
Ha partecipato a Tbilisi alla Coppa del Mondo di scacchi 2017, ma è stato eliminato nel primo turno da Francisco Vallejo Pons.
Ha ottenuto il massimo rating FIDE in gennaio 2022, con 2637 punti Elo.